# Hondryches efulensis
Hondryches efulensis là một loài bướm đêm trong họ Noctuidae.